# Kožichovice
Kožichovice (en allemand : Koschichowitz) est une commune du district de Třebíč, dans la région de Vysočina, en République tchèque. Sa population s'élevait à 472 habitants en 2024.

## Géographie
Kožichovice se trouve à 3,5 km au sud-est du centre de Třebíč, à 32,5 km au sud-est de Jihlava et à 146,5 km au sud-est de Prague.
La commune est limitée par Třebíč à l'ouest et au nord, par Vladislav au nord, par Slavičky à l'est, par Klučov et Střítež au sud.

## Histoire
La première mention écrite de la localité date de 1104.

## Transports
Par la route, Kožichovice se trouve à 4,5 km de Třebíč, à 37 km de Jihlava et à 138 km de Prague.